# Kostel Panny Marie Sněžné a svatého Floriána
Kostel Panny Marie Sněžné (německy Wallfahrtskirche Maria Schnee nebo Maria Schnee-Bründl nebo také Schneebründl) je malý poutní kostel mezi Drosendorfem a Zissersdorfem ve Waldviertelu (Dolní Rakousko).

## Poloha
Poutní kostelík leží v lesní proláklině na sever nedaleko od obce Zissersdorf, na východní straně silnice B 30 směrem na Drosendorf.
| Zabernreith | Drosendorf    | Heinrichsreith |
| Eibenstein  | větrná růžice | Wolfsbach      |
| Zettlitz    | Zissersdorf   | Langau         |

## Historie

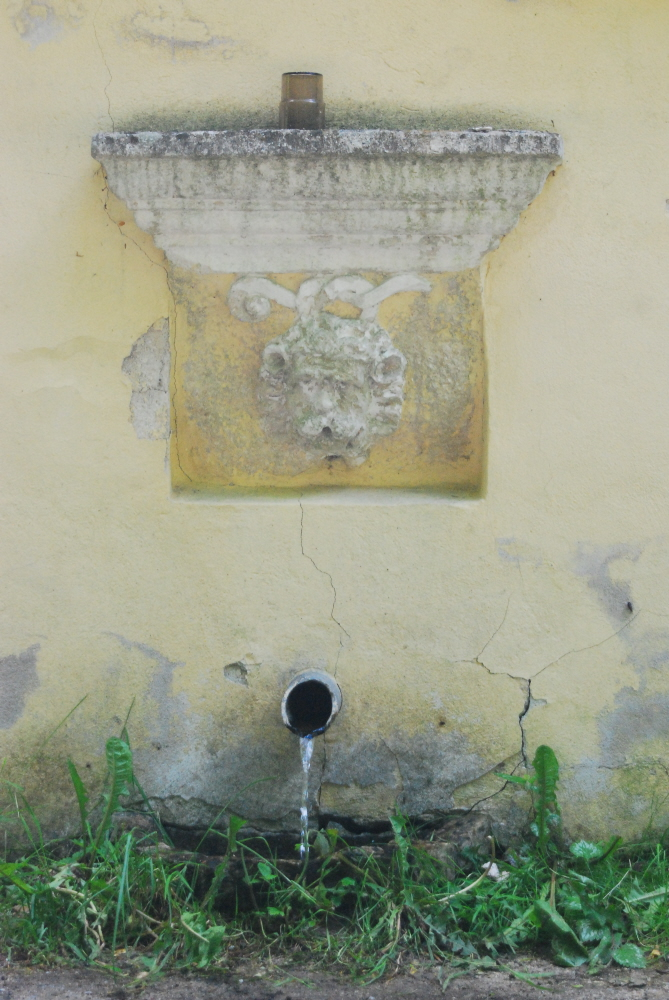
Schneebründl (česky Sněhová studánka nebo sněžný pramen) na severní straně poutního kostela Marie Sněžné, u které podle pověsti byl uprostřed léta nalezen sníh. Reliéf lví hlavy pochází z počátku 18. století.

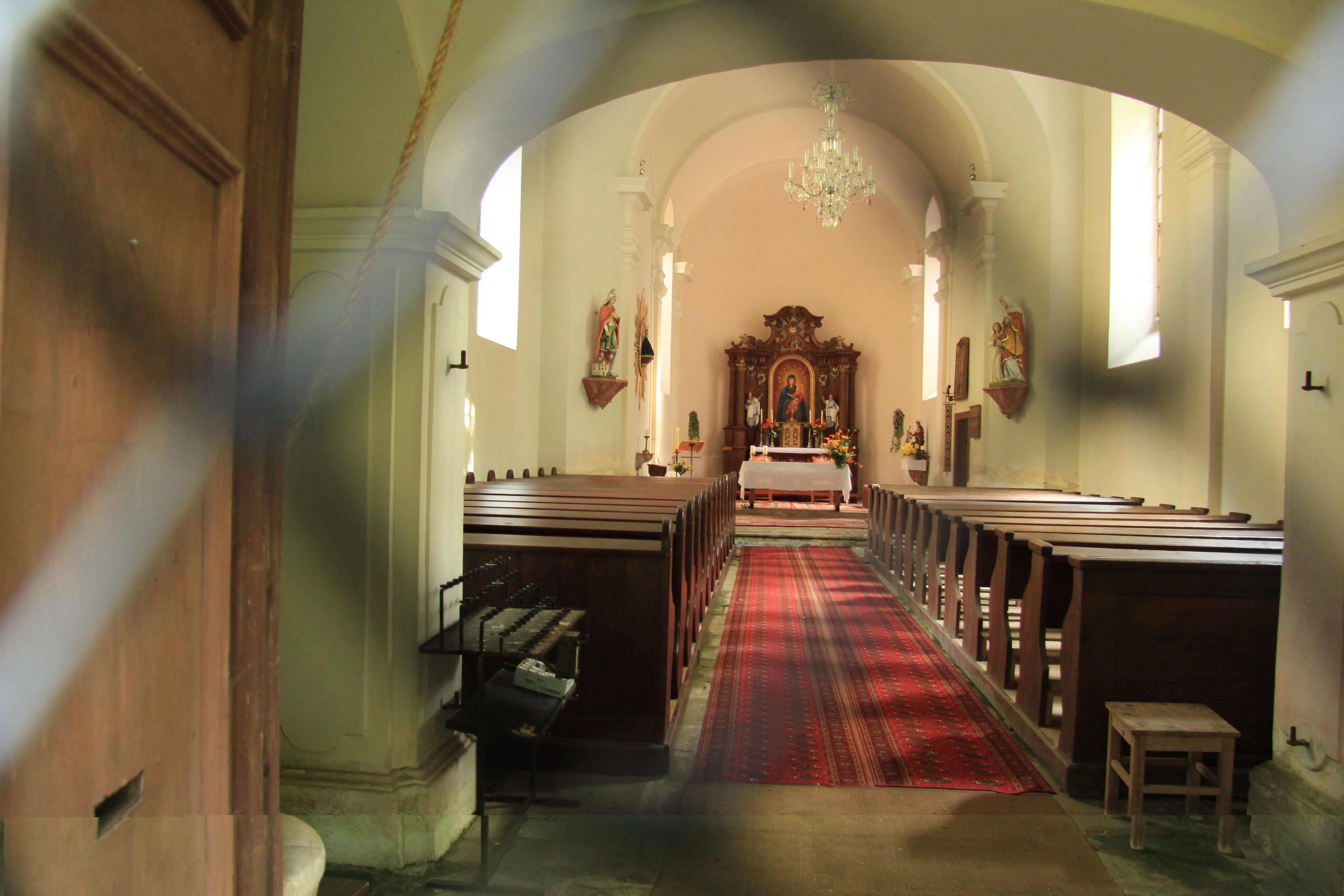
Pohled do jednolodního prostoru ze západní vchodové strany na hlavní oltář

Název kostela Schneebründl (česky Sněhová studánka) vychází z pověsti, která se k poutnímu místu váže. Jednoho dne uprostřed léta měl být vedle pramene, který je nyní zabudován ve zdech kostela, spatřen sníh. Prvopočátky poutního místa jsou spojeny s poustevnou. Písemně je doložen roku 1693 jeden poustevník obývající skálu na místě zvaném „Špitální les” (německy Spitalwald). Ve stejném roce (1693) podal špitál v Drosendorfu žádost ke stavbě kostela na počest Marie Sněžné. Spolu s kostelem drozdovický špitál na své náklady vybudoval i malé obydlí pro zdejšího poustevníka. Není znám rok dokončení, aní rozměry nebo vybavení kostela. V roce 1760 proběhlo rozšíření kostela. Dochoval se jen soupis církevního majetku, který byl sepsán premonstráty z Jeruše (německy Geras) před jeho demolicí. 7. srpna 1712 se měla odehrát během procesí v kostele rvačka, jejíž účastníci byli potrestání. Stav kostela se postupně nacházel v nedobrém stavu, a protože byl kostelík oblíbeným poutním místem nejen katolíky z Waldviertelu, ale také z blízkého jihu Moravy, nechal Pavel III. Franz Gratschmayr, opat z Jeruše, kostel zrenovovat.

### Zrušení kostela
Nejprve na základě císařského dekretu ze dne 12. 1. 1782 museli zdejší poustevníci opustit poustevnu. Poslední poustevník se živil tkalcovstvím a pobýval zde ještě nějakou dobu po zákazu, dokonce byl i městem Drosendorf podporován. Po dalším zákazu podpory ze strany města se jeho stopa ztrácí a nejsou o něm žádné zprávy. V roce 1783 byly nově definovány hranice farnosti a Zissersdorf, kterému byl dosud věnován malý kostel zasvěcený svatému Janovi a Pavlovi, obdržel kostel nový a ten byl začleněn pod klášter v Jeruši.
Ve stejném roce nařídila vláda na základě církevních reforem Josefa II. uzavření všech vedlejších kostelů a kaplí a bohoslužby se nadále měly odehrávat pouze ve farních kostelech. Jelikož privátní bohoslužby, které nesměly konkurovat dobou konání farním kostelům, tvořily výjimku, kostel Marie Sněžné ještě nějakou dobu přežíval. Bohužel další vládní nařízení stanovilo odsvěcení kostela a v roce 1786 proběhla demolice kostela. Ušetřen zůstal jen domek kostelníka, který původně patřil k Zissersdorfu a od roku 1823 k Elsern. Část stavebního materiálu byla použita na stavbu nového kostela v Zissersdorfu, zbytek se stal postupně ruinou.
Socha Marie Sněžné byla umístěna v jednom z domů v Drossendorfu a místními věřícími byla ještě po dlouhou dobu navštěvována. Jerušský opat Andreas Hayder vzal k sobě do úschovy mešní nádobí a žádal u okresního úřadu v Kremži o ponechání nádobí v klášteře, jelikož od roku 1783 opatrovali premonstráti sedm nových farností (Zissersdorf, Harth, Göpfritz an der Wild, Nonndorf an der Wild, Pernegg, Trabernreith a Niklasberg).

### Pověst
K obnovení kostela se váže pověst o zjevení Bílé paní. Jeden starý sedlák z nedaleké vesnice Elsernu pásl krávy u lesa, kterému se říkalo Bründlwald, podle studánky se zázračnou vodou. Toho dne se zdržel poněkud déle, a když už se skoro smrákalo, zjevila se mu zničehonic Bílá paní. Všelijakými posunky ho vyzývala, aby se církev postarala o znovupostavení kostela. Paní v bílém se mu zjevila ještě dvakrát a potřetí k večeru mu vyšla dokonce naproti. To už se sedlák konečně dovtípil a zorganizoval finanční sbírku, kterou vedl občan z města Drosendorfu. V poměrně krátké době byl potřebný obnos na světě. Sešlo se i kamenní, dřevo a jiný materiál, takže stavbě nebránilo nic v cestě a kostel byl v roce 1867 dokončen.

### Stavba nového kostela
První úvahy kolem výstavby nového kostela se objevily zhruba v roce 1850. O sedm let později (1857) už probíhaly sbírky pod vedením drozdovického starosty a obchodníka Franze Haucka na financování stavby a v roce 1867 byla stavba ukončena. Posvěcení věžního věnce proběhlo 5. srpna v Drossendorfu a následně byl věnec převezen do kostela a nasazen na věž. Po schválení biskupskou konzistoří v Sankt Pöltenu proběhlo 10. října 1868 svěcení kaple děkanem Nepomukem Davidem za přítomnosti faráře z Zissersdorfu a okolních obcí. Při příležitosti biskupské vizitace roku 1868 v Raabsu vysvětil biskup Doktor Joseph Feßler stokilový zvon vyhotovený v Jihlavě Josephem Hilzerem. 11. října 1868 byl darovaný zvon převezen z Drosendorfu do kostela a zavěšen do věže. Po 86 letech celebroval děkan David v kostele 5. srpna 1869 první povolenou mši. Od 1. května 1916 byla v provozu v době poutí a procesí nedaleko poutního místa nová železniční zastávka, která byla po připojení Rakouska k Třetí říši v roce 1938 zrušena. Nový kostel byl zasvěcen Marii Sněžné a svatému Floriánovi.

## Popis
Kostel je jednolodní sálovou stavbou se třemi klenebními poli. U oken byl použit plochý (segmentový) oblouk. Nad západním průčelím je nad vchodem s plochým obloukem do sedlové střechy zapuštěn sanktusník s pyramidovou plechovou přilbou. Fasáda je rozčleněna toskánskými pilastry na vysokých patkách. Hlavní oltář je zasvěcen Nejsvětější TrojicI. Studánku na severní straně zdobí reliéf lví hlavy ze začátku 18. století. Minerální pramen zažíval příval návštěv hlavně v dobách epidemií moru do roku 1713. Až do roku 1894 pokrývalo stěny kostela téměř na 200 svatých obrázků. Nyní se zde nachází pouze jediný z roku 1768. Období hlavní návštěvnosti se odehrává 5. srpna a na sv. Floriána (4. května). Po zrušení železné opony proudí k Marii Sněžné znovu hojná procesí z Jižní Moravy a Jižních Čech. Kostelík je obklopen šesti mohutnými lípami a patří premonstrátům v Gerasu.